# Sphyrna
Sphyrna is een geslacht van hamerhaaien (Sphyrnidae). Er worden 9 soorten onderscheiden.

## Soorten
- Sphyrna corona Springer, 1940 – Hamerkophamerhaai
- Sphyrna couardi Cadenat, 1951
- Sphyrna gilberti Quattro, Driggers, Grady, Ulrich & Roberts, 2013
- Sphyrna lewini (Griffith et Smith, 1834) – Geschulpte hamerhaai
- Sphyrna media Springer, 1940 – Schepkophamerhaai
- Sphyrna mokarran (Rüppell, 1837) – Grote hamerhaai
- Sphyrna tiburo (Linnaeus, 1758) – Kaphamerhaai
- Sphyrna tudes (Valenciennes, 1822) – Kleinooghamerhaai
- Sphyrna zygaena (Linnaeus, 1758) – Gladde hamerhaai

Eusphyra · Sphyrna